# RBS-15
Le RBS-15 (Robotsystem 15) est un missile antinavire à longue portée de type « tire et oublie », fabriqué par la compagnie suédoise Saab Bofors Dynamics (en). Il peut être employé depuis des navires, des vecteurs terrestres ou des aéronefs. La dernière version, RBS-15 Mk.III, permet également d'attaquer des cibles terrestres.

## Historique
La marine suédoise fut la pionnière en matière de missiles antinavires, en employant les missiles RB08 sur les destroyers de la classe Halland depuis le début des années 1960. Cependant, en raison d'une décision de la Défense, en 1958, la marine fut restructurée en une force de taille moindre, essentiellement axée sur l'emploi de petits navires d'attaque rapides. En parallèle, les livraisons de destroyers furent stoppées, ce qui posa un gros problème, car les missiles RB08 existants demandaient beaucoup d'espace pour pouvoir être utilisés, essentiellement un rail de lancement et des soutes pour stocker les munitions. À ces problèmes s'ajouta le fait que chaque missile nécessitait d'être préparé individuellement avant son lancement, et qu'un maximum de deux missiles pouvaient être installés sur les rails en même temps. En comparaison, les missiles Termit soviétiques (l'adversaire évident des Suédois) étaient stockés chacun dans un conteneur individuel installé sur le pont, et étaient immédiatement disponibles pour un lancement.

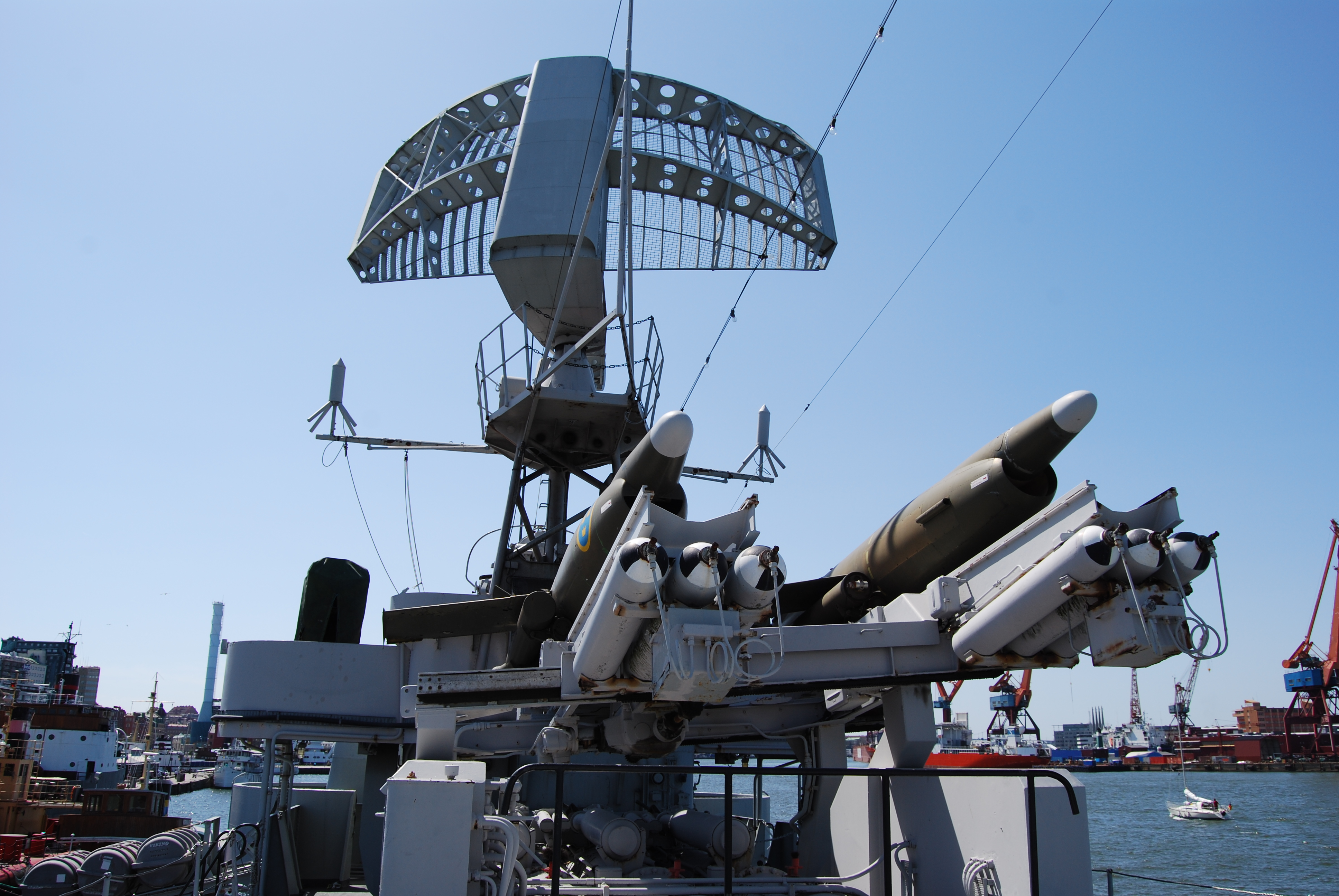
Le HMS Småland, son radar et deux missiles RB08.

Des tests furent menés à la fin des années 1960, avec un missile RB08 placé à la poupe de navires d'attaque rapide de la classe Plejad, mais aucun résultat probant n'en découla. En 1978, la firme Saab tenta une deuxième fois d'obtenir une commande de missiles antinavires, afin d'équiper les navires légers de la classe Norrköping. Cette tentative fut présentée sous le nom de code « RB04 Turbo », un missile dérivé du RB04 de l'armée de l'air suédoise, doté pour l'occasion d'un turboréacteur à double flux, d'ailes différentes et de petites fusées accélératrices pour le lancement depuis les postes terrestres. Ce projet fut rejeté, car considéré comme étant inférieur au Harpoon. Dirigée par Hans Ahlinder, l'équipe travailla alors sur une proposition pour un missile ayant des capacités et des performances supérieures à celles du missile américain. Afin de prouver à tout le monde qu'il s'agissait d'un missile nouveau, le projet vit son nom changé en « RBS-15 ».

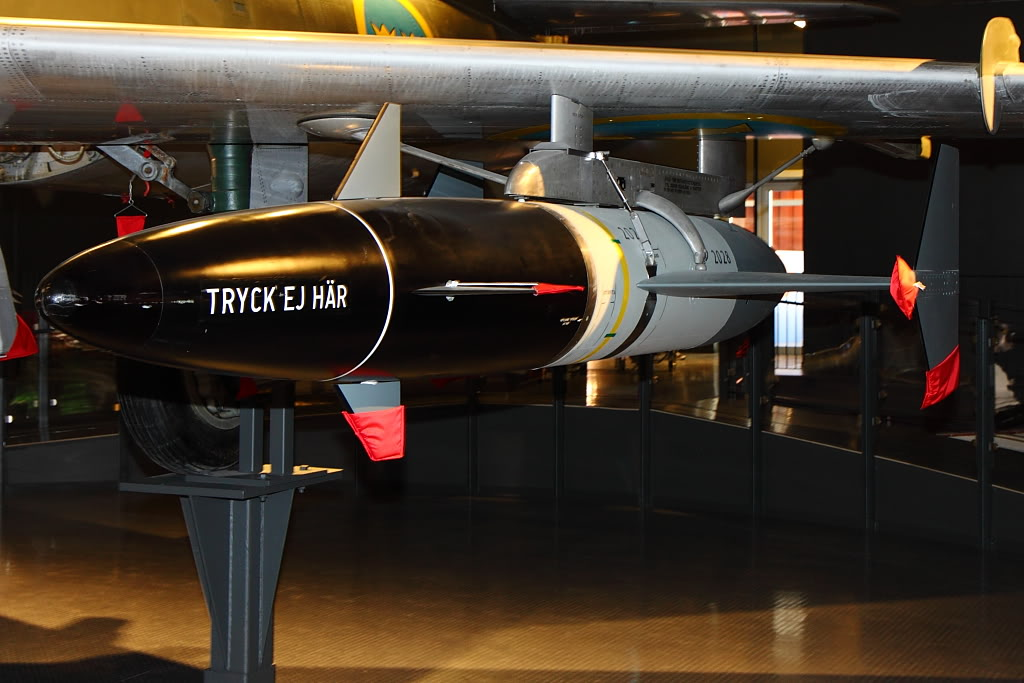
Le missile RB04.

Le premier contrat d'armement fut signé en 1979. Cette commande fut décidée à la dernière minute par le gouvernement, qui décida soudain de ne pas acheter le Harpoon et opta pour un missile conçu localement. En 1983, le RBS-15 fut soumis à des tests à partir du navire d'attaque léger HMS Piteå, et fut accepté en service à partir de 1985. Les premiers missiles furent livrés à la marine en juin 1984 et y prirent la dénomination de RBS-15 Mk.I. Le missile RBS-15F, la variante aéroportée du Ml.I, fut également commandé par la marine en 1984, afin d'en développer une version de défense côtière. Cette version prit le nom de Rb 15 et fut déclarée opérationnelle en 1985. L'armée de l'air reçut ses missiles deux ans plus tard. La version Mk.I fut produite de 1985 à 1990.
Les travaux pour la mise au point d'une version améliorée RBS-15 Mk.II commencèrent au début des années 1980, mais il fallut attendre 1994 avant qu'un contrat pour ce développement soit signé. Le Mk.II dispose de la même portée, supérieure à 70 km, que son aîné, mais ses systèmes de guidage de mi-course et de phase finale sont améliorés, ainsi que ses signatures radar et infrarouge. Il est également mieux protégé contre les mesures de guerre électronique et intègre de nouvelles capacités, comme la possibilité d'effectuer un virage à 90° avant d'entamer sa phase d'attaque finale. Le Mk.II est produit depuis 1998.
Le développement du RBS-15 Mk.III commença au milieu des années 1990. L'accent fut mis sur une portée allongée, d'environ 200 km, due à la présence d'un réservoir plus volumineux et d'un carburant nouveau. Le missile disposait également d'une précision meilleure, grâce à un système de navigation par satellite intégré, et disposait de la capacité à sélectionner ses cibles par ordre de priorité, ce qui le rendait plus flexible au combat. Ce nouveau missile allait également être produit par la firme allemande Diehl BGT Defence, qui allait équiper ainsi les frégates furtives de la marine du pays, probablement suivies plus tard par d'autres navires de la marine allemande. Les camions-lanceurs du RBS-15 sont fabriqués par le constructeur finlandais Sisu Auto. Le Mk.III est en production depuis 2004.
Les sous-marins de la classe Västergötland étaient initialement prévus pour emporter le missile dans quatre tubes de lancement verticaux, placés à l'intérieur d'une coque allongée, mais cette idée fut abandonnée, en raison de restrictions budgétaires et d'un emploi qui ne correspondait pas à celui qui est fait des sous-marins de la marine suédoise.
Le missile démontra ses capacités à engager des cibles terrestres avec succès, lors d'une campagne de tests effectuée le 15 mars 2008 au champ de tir de Vidsel, dans le nord de la Suède. Le missile fut lancé depuis un camion et suivit automatiquement une trajectoire pré-programmée à travers divers types de terrains avant d'atteindre sa cible. Ayant fortement impressionné les officiels présents ce jour-là, le test visait surtout à vérifier le bon fonctionnement du récepteur GPS, la grosse nouveauté du Mk.III.

## Caractéristiques
Le RBS-15 est un missile « tout-temps », de type « tire et oublie », doté de fortes capacités opérationnelles, étant même utilisable contre un objectif terrestre. D'une portée maximale de 200 km, sa navigation peut être ponctuée de points de passages précis à des altitudes précises, avec une phase de survol de l'eau à très basse altitude, tout en étant capable de s'adapter à l'état de la mer. Il est également capable de choisir avec précision sa cible, en ne sélectionnant que les plus importantes d'un groupe, tout en étant capable de résister efficacement aux contremesures électroniques adverses. Cette résistance accrue aux moyens de défense adverses est aussi le fruit d'une forte capacité décisionnelle de la part du missile, qui est capable d'ajuster en permanence sa trajectoire en fonction des menaces rencontrées ou des cibles qui se présentent à lui.
Le missile est doté d'ailes disposées selon une architecture cruciforme, de plans-canards et d'élevons. Lorsqu'il est employé depuis les navires ou les camions à terre, il est accéléré lors de son lancement par deux propulseurs à poudre. Son vol de croisière est ensuite effectué grâce à un petit turboréacteur à poussée variable. Le guidage est essentiellement assuré grâce à une plateforme inertielle de haute technologie et un récepteur GPS. La phase de vol au ras de l'eau est rendue possible grâce à la présence d'un radar altimétrique, tandis que sa phase d'attaque finale est guidée par un radar actif sophistiqué. Les capacités de cet élément, haute résolution, agilité de fréquence, codage d'impulsions et hautes capacités de traitement, en font un missile très résistant aux contremesures électroniques et disposant de hautes capacités de pénétration des défenses ennemies. L'effet dévastateur du missile est, lui, confié à une charge militaire hautement explosive (HE) qui agit par souffle et fragmentation.
Son récepteur GPS lui permet de ne pas seulement se cantonner aux cibles navales, car il peut désormais attaquer des cibles côtières ou même à l'intérieur des terres. Dans un scénario d'attaque vers le littoral, ou d'attaque de cibles multiples, une capacité de sélection et de discrimination des cibles est essentielle, afin de diminuer les risques d'erreurs ou de dommages collatéraux. Le Mk.III, dernière évolution en service du RBS-15, dispose à cet effet d'un radar à haute résolution, d'un système de traitement de données « intelligent » et de divers paramètres programmables, tels que la priorisation des cibles, la taille de la zone de recherches, la taille de la cible à détruire ou la direction à prendre pour mener l'attaque. La puissance du système de traitement permet également de dicter au missile la route à suivre, en respectant certains points de passage à des coordonnées et une altitude précises, en employant les îles ou les éléments du relief environnant pour masquer son attaque, ou en effectuant des manœuvres d'évitement imprévisibles pour tromper sa cible lors de l'attaque finale. Il peut même ré-attaquer sa cible si la passe initiale a échoué.
Afin d'exploiter au mieux sa portée élevée, le missile peut également recevoir des informations en provenance des radars de navires ou d'hélicoptères présents dans son secteur. Il est également possible de le tirer en salve, chaque missile étant programmé individuellement pour pouvoir arriver en même temps que les autres sur la cible, mais en suivant des directions différentes, ce qui sature les défenses de cette dernière.

## Versions

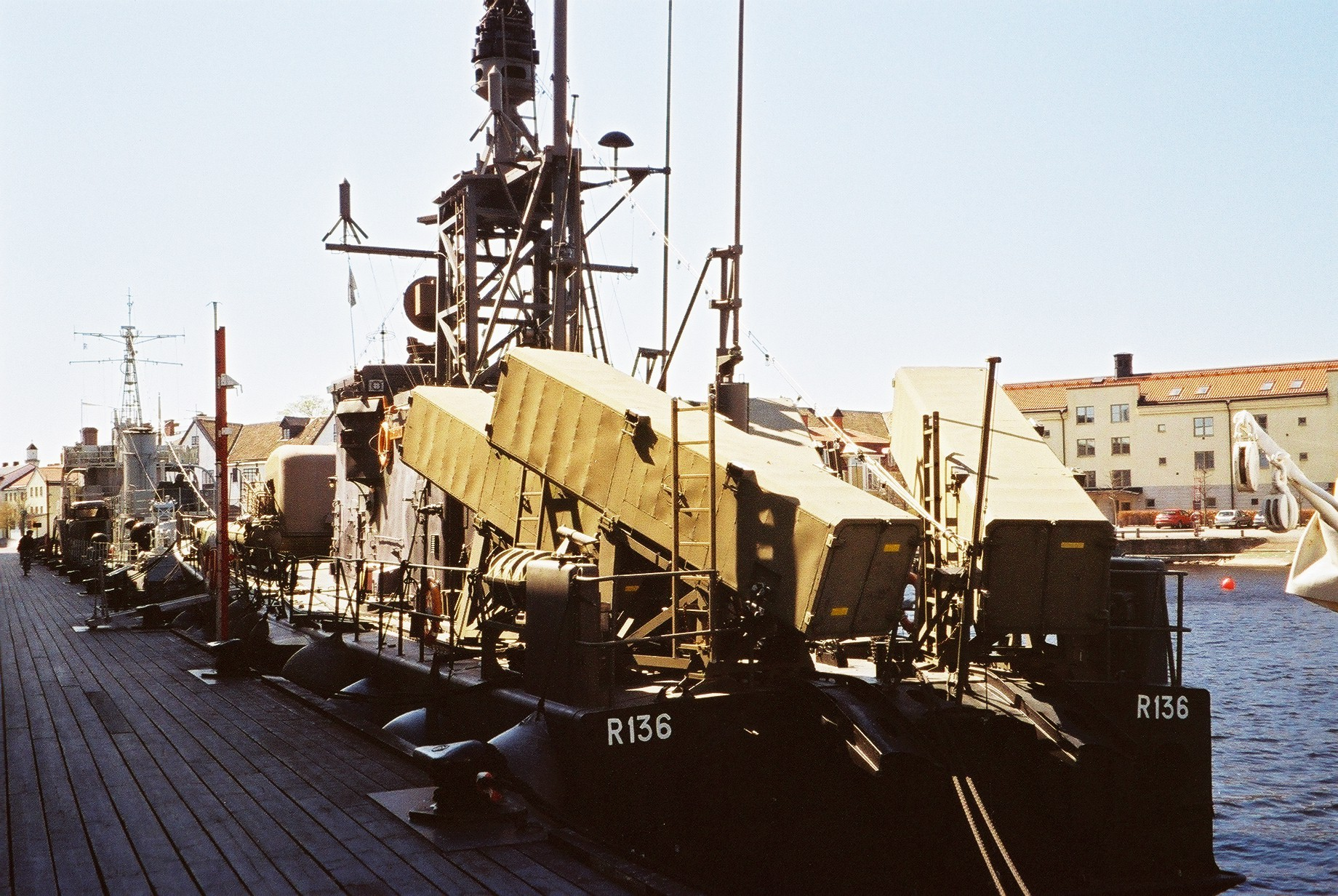
Le missile RBS-15 Mk.I sur le navire lance-missiles HMS Västervik.

- RBS-15 Mk.I : Version initiale. Motorisée par un turboréacteur français Microturbo TRI 60, d'une poussée de 3,73 kN (environ 380 kgp). Portée supérieure à 70 km.
- RBS-15F : Version Mk.I adaptée pour le lancement depuis les avions. Entrée en service en 1989.
- RBS-15 Mk.II : Version conçue pour être lancée depuis de nombreuses plateformes : terrestre, aérienne ou navale. Portée supérieure à 70 km.
- RBS-15SF : Version Mk.II pour la Finlande, désignée localement MTO 85 (Meritorjuntaohjus 1985).
- RBS-15 Mk.III : Version lancée uniquement depuis les navires, également dotée de capacités d'attaque terrestres. La production de ces missiles a commencé en 2004. D'une portée de 200 km, ces missiles sont lancés depuis des conteneurs de forme ovale, contrairement aux anciennes versions qui employaient des boîtes rectangulaires[4].
- RBS-15F ER : Version aéroportée du Mk.III.
- RBS-15SF-3 : Version pour la Finlande. Elle concerne des Mk.III neufs et des Mk.II mis à jour au standard Mk.III. Ils sont désignés localement MTO 85M.
- RBS-15 Mk.IV : Version en cours de développement. Elle intègre des autodirecteurs doubles, dispose d'une portée accrue et d'une nouvelle liaison de données. La signature radar est diminuée et la charge militaire peut être changée en fonction de la mission à accomplir. De futures améliorations pourraient porter sur une optimisation de la conception du missile pour les cibles terrestres et marines. La portée du Mk.IV devrait être significativement plus importante que celle de ses prédécesseurs, probablement de plus de 1 000 km.

## Utilisateurs

### Utilisateurs actuels

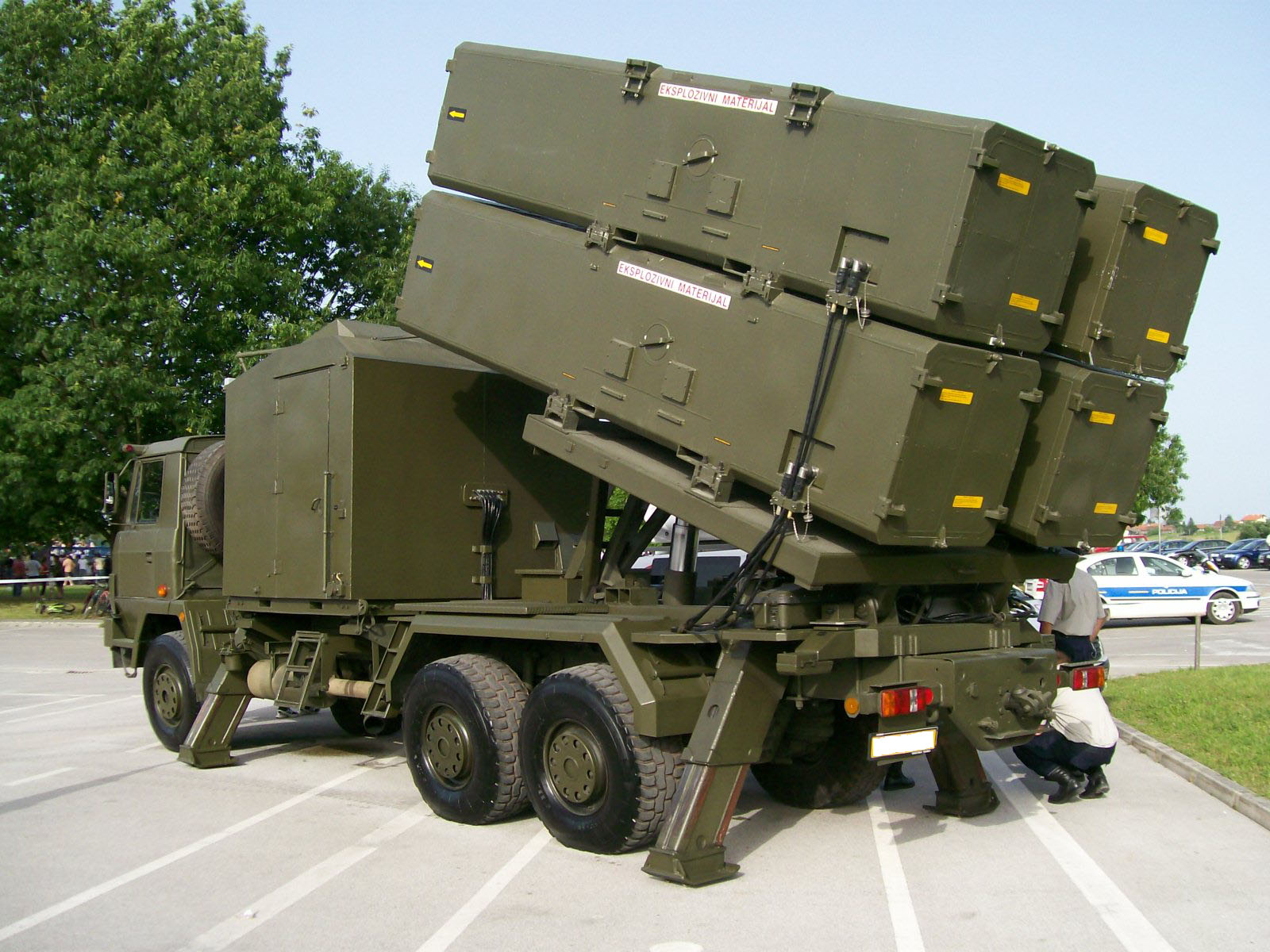
Un véhicule lanceur MOL (Mobilni Obalni Lanser) croate, doté de missiles RBS-15.

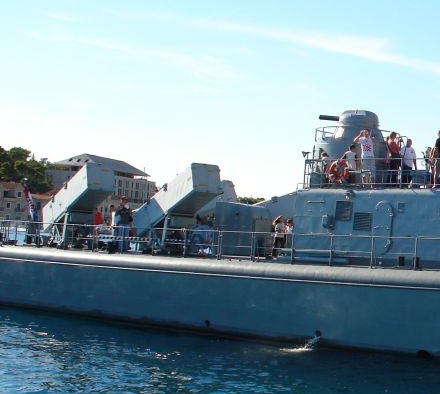
Un navire lance-missiles croate Kralj Dmitar Zvonimir, doté de missiles RBS-15.

SuèdeLa marine suédoise emploie les missiles à partir des corvettes de classe Stockholm, Göteborg et Visby. L'artillerie côtière fut également dotée de RBS-15, déployés à partir de camions Volvo jusqu'en 2000, version remise en service fin 2016. L'armée de l'air suédoise emploie le RBS-15F depuis ses appareils Saab AJS 37 Viggen et Saab JAS 39 Gripen (le Viggen n'est plus en service).
 AlgérieLe RBS-15 Mk.III équipe les deux frégates MEKO A-200 livrées à la marine algérienne en 2016 et 2017,,.
 AllemagneLa marine allemande a choisi les Mk.III et Mk.IV pour équiper ses corvettes de la classe Braunschweig et les futures frégates de classe F-125. Les frégates de classe Brandenburg seront aussi portées au standard Mk.III du missile.
 Croatie48 exemplaires de la version Mk.I sont en service. Le RBS-15 constitue l'arme principale de la marine militaire croate, équipant les cinq corvettes lance-missiles dont elle dispose. Le projet de mettre à jour 21 de ces missiles vers le standard Mk.III fut annulé en 2009, en raison de restrictions budgétaires. Les missiles bénéficient cependant de fréquentes petites mises à jour logicielles, améliorant sa navigation, sa précision et sa défense électronique. La dernière de ces mises à jour fut effectuée en 2010. En août 2014, le gouvernement croate a décidé d'envoyer en révision entre 25 et 30 missiles. Une fois cet entretien effectué, ils viendront rejoindre le reste de la flotte et tous les missiles seront opérationnels.
 FinlandeLa marine finlandaise emploie le RBS-15SF (Mk.II, désignation MTO 85, 70 exemplaires) et le RBS-15SF-3 (Mk.III, désignation MTO85M, 48 exemplaires). Les Mk.II sont déployés depuis les navires lance-missiles de classe Rauma. Ils étaient précédemment déployés sur les navires de la classe Helsinki. Ils sont également montés sur des camions Sisu, afin de fournir une défense côtière. Les Mk.III sont déployés depuis les navires lance-missiles de la classe Hamina. Les plus anciens Mk.II (RBS-15 F) ont été mis à jour au standard Mk.III (RBS-15K). Leur fin de service est prévu dans les années 2020 et ils seront remplacés par le Gabriel V.
 PologneLa marine polonaise a choisi le Mk.III pour équiper ses navires d'attaque rapides de la classe Orkan. Un contrat d'une valeur de 110 millions d'Euros a été signé et les modifications à appliquer aux navires seront effectuées par la firme Thales Naval Netherlands. Elles concernent essentiellement l'installation d'un système de contrôle de combat « TACTICOS », de Thales, et d'un radar tri-dimensionnel « Giraffe », d'Ericsson Microwave Systems. Le contrat prévoit également l'acquisition de missiles au standard Mk.II pour équiper les lanceurs mobiles terrestres.
 ThaïlandeÀ la suite de son programme d'acquisition du chasseur Gripen, la force aérienne royale thaïlandaise commandera la version aéroportée du missile, le RBS-15 F.

### Ancien utilisateur
YougoslavieQuelques RBS-15 furent livrés à la fin des années 1980, afin d'équiper les navires d'attaque rapides de la marine yougoslave. Ils devaient remplacer les missiles déjà présents, de conception soviétique. Ce projet ne fut jamais mené à terme, en raison des multiples guerres qui frappèrent le pays. Ces missiles ont fini dans la marine militaire croate.